# Geitoneura klugii
Geitoneura klugii is een vlinder uit de onderfamilie Satyrinae, de zandoogjes en erebia's. De vlinder komt voor in Australië en Nieuw-Zeeland. De spanwijdte bedraagt tussen de 35 en 40 millimeter.
De geel en groen gestreepte rupsen leven op de verschillende grassoorten waaronder verschillende uit het geslacht Poa.
De eitjes worden paarsgewijs of alleen op de waardplant gelegd. De vliegtijd is van begin oktober tot eind maart, het voorjaar en de zomer op het zuidelijk halfrond.
De soort is vernoemd naar de Duitse entomoloog Johann Christoph Friedrich Klug.